# 芸能界お見合いマッチ
『芸能界お見合いマッチ』（げいのうかいおみあいマッチ）は、2001年1月15日から同年3月12日までテレビ東京系列局で放送されていたテレビ東京製作のバラエティ番組である。全9回。放送時間は毎週月曜 19:00 - 19:50 （日本標準時）。

## 概要
毎回1組の芸能人カップルが登場し、数々のゲームやアトラクションに挑戦していた番組。最後に「ラブラブ測定器」で2人の愛を確かめ、それでゴールインとなればカップル成立とされた。

## 出演者

### 司会
- うつみ宮土理
- 薬丸裕英
- 鈴木史朗

### 主なゲスト
- 松村邦洋など